# Billy Corgan
Billy Corgan, nome artístico de William Patrick Corgan (Elk Grove Village, 17 de março de 1967) é um vocalista, guitarrista e compositor dos Estados Unidos. É o vocalista e guitarrista da banda de rock alternativo The Smashing Pumpkins.

## Biografia
Começou a tocar guitarra por influência de seu pai, que sempre tocava em bandas de jazz (e dizem ter sido um dos melhores guitarristas jazz de Chicago) e o presenteou com sua primeira guitarra, uma Flying-V 1979, que ganhou quando tinha 15 anos.
Sua carreira iniciou-se com a banda The Marked - cujo nome é uma referência à marca de nascença de sua mão e braço esquerdo. Entretanto, sua fama e notoriedade no meio musical surgiu com o  Smashing Pumpkins, banda que teve grande influência no cenário alternativo dos anos 90, cuja influência de Corgan era explícita como líder, vocalista, guitarrista, compositor e produtor.
Após o fim dos Smashing Pumpkins em 2000, Billy Corgan deu início a outros projetos. Em 2003, formou a banda Zwan, que teve carreira curta, decidindo por dissolvê-la alguns anos depois de formada. Em 2004, Billy Corgan lançou um livro de poemas, o "Blinking With Fists".
Em 2005 lança seu primeiro álbum solo, The Future Embrace, que conta com duas participações especiais: Robert Smith, vocalista dos The Cure, que divide os vocais com Billy Corgan em To Love Somebody, uma regravação dos Bee Gees; e Jimmy Chamberlin, ex-baterista dos Smashing Pumpkins, toca bateria na música intitulada D.I.A..
Após a turnê do The Future Embrace, Billy cria uma espécie de blog onde revela o real motivo do fim dos Smashing Pumpkins em 2000, e afirma sua vontade de voltar com os Smashing Pumpkins.
Em 2007, em sua nova formação, os Smashing Pumpkins lançam seu primeiro álbum, Zeitgeist, seguido pelo EP de quatro músicas American Gothic, em 2008, e no mesmo ano sai o DVD If All Goes Wrong. Este traz os primeiros shows da banda em 2007, além de um documentário sobre o retorno da banda.
Em 2009, Billy Corgan iniciou um projeto paralelo de curta duração, Spirits in the Sky, onde contou com a participação de Dave Navarro, guitarrista do Jane's Addiction. Também anunciou o seu novo trabalho com os Smashing Pumpkins, Teargarden by Kaleidyscope, que seria um álbum gratuito de 44 músicas, lançadas individualmente e compiladas em um box especial no futuro.
Além dos projetos musicais em que participa, Billy Corgan também deu início a um site espiritual, onde escreve periodicamente, chamado Everything from here to there, que não é ligado a nenhuma religião em específico, mas procura passar mensagens positivas para os leitores. No dia 26 de abril de 2015 a TNA Wrestling anuncia que Billy seria o Produtor Sênior, Criativo e Desenvolvimento de Talentos da empresa.

## 1967–87: Infância e juventude
Corgan nasceu em Elk Grove Village, Illinois como o filho mais velho de William Corgan Sr., um guitarrista de blues/rock, e Martha Louise Maes Corgan Lutz. Seus pais tiveram mais um filho, Ricky, antes do divórcio em 1970. Seu pai logo casou-se novamente com uma comissária de bordo, e  Billy e seu irmão passaram a morar com eles em Glendale Heights, Illinois. Durante essa época, Corgan alega ter sido vítima de abuso físico e emocional por sua madrasta. Corgan também desenvolveu um elo protetor com seu meio-irmão mais novo, que tinha necessidades especiais enquanto criança  Quando o pai e a madrasta de Corgan se separaram, os três filhos viveriam sozinhos com a madrasta, com os dois pais biológicos de Corgan vivendo separadamente dentro de uma hora de carro.
Corgan, que cresceu bem mais rápido que seus colegas, era um atleta na escola fundamental. Era membro do time de baseball de sua escola, a Marquardt Middle School, e colecionava cards de baseball (tinha mais de 10,000) e ouvia a todos os jogos do Chicago Cubs. entretanto, quando começou a frequentar a escola média Glenbard North em Carol Stream, Illinois, se tornou apenas um atleta regular. Decidiu começar a tocar guitarra quando foi à casa se um amigo e viu sua Flying V. Corgan deu suas economias para seu pai, que lhe comprou uma Les Paul usada. Seu pai então o guiou em termos de estilo, o encorajando a ouvir Jeff Beck e Jimi Hendrix, mas deu-lhe nada mais além disso, e o jovem Billy aprendeu a tocar o instrumento sozinho. Seus interesses musicais em seus anos de formação incluíam hard rock como Guts - era John Cale, os pioneiros do heavy metal Black Sabbath, e mainstream rock como Queen, Boston, ELO, Rush, e Cheap Trick. No colégio, Corgam descobriu bandas de rock alternativo, como Bauhaus e The Cure.
Corgan tocou com várias bandas no colégio e se graduou como um estudante de honra ao mérito.  Apesar de ter concedidos convites de um número de universidades, incluindo a University of Michigan, e uma poupança escolar deixada por sua avó, Corgan decidiu seguir a carreira musical. Por não achar a cena musical de Chicago satisfatória, mudou-se para St. Petersburg, Flórida em 1985, fundando sua primeira grande banda, The Marked (assim chamada por causa das marcas de nascença de Corgan e do baterista Ron Roesing). Não encontrou sucesso em St. Petersburg, e a banda se separou; Corgan então voltou para Chicago, para viver com seu pai.
Corgan revelou que ele tocou com Wayne Static na primeira banda de Static, chamada Deep Blue Dream, em 1987/88.